# Qualificazioni al campionato mondiale di calcio 2022 - CAF
La zona africana delle qualificazioni al campionato mondiale di calcio 2022, organizzate dalla CAF, vede 54 squadre in competizione per i 5 posti assegnati al continente nella fase finale in Qatar.

## Regolamento
Le qualificazioni della zona africana sono iniziate il 4 settembre 2019 e si sono concluse il 18 novembre 2021. La procedura è la seguente:
- Prima fase: le 28 squadre con il peggior ranking del continente (a luglio 2019) si sfidano in partite di andata e ritorno.
- Seconda fase: alle 14 squadre vincitrici della prima fase si aggiungono le altre 26 nazionali per un totale di 40 squadre che sono divise in 10 gruppi da 4 squadre con partite di andata e ritorno. Le prime classificate si qualificano alla terza fase.
- Terza fase: le 10 squadre si sfidano in partite di andata e ritorno e le 5 vincenti si qualificano al Mondiale.

## Squadre partecipanti
Tutte le 54 squadre affiliate alla CAF partecipano alle qualificazioni. Il ranking usato per stabilire le peggiori 28 squadre che partecipano alla prima fase è stato quello di luglio 2019.

## Prima fase
Gli accoppiamenti della prima fase sono stati sorteggiati il 29 luglio 2019 ad Il Cairo. L'andata è stata giocata dal 4 al 7 settembre, il ritorno dall'8 al 10 settembre 2019.
| Squadra 1           | Totale          | Squadra 2          | Andata | Ritorno |
| ------------------- | --------------- | ------------------ | ------ | ------- |
| Etiopia             | 1 - 1 (gfc)     | Lesotho            | 0 - 0  | 1 - 1   |
| Somalia             | 2 - 3           | Zimbabwe           | 1 - 0  | 1 - 3   |
| Eritrea             | 1 - 4           | Namibia            | 1 - 2  | 0 - 2   |
| Burundi             | 2 - 2 (0-3 dtr) | Tanzania           | 1 - 1  | 1 - 1   |
| Gibuti              | 2 - 1           | eSwatini           | 2 - 1  | 0 - 0   |
| Botswana            | 0 - 1           | Malawi             | 0 - 0  | 0 - 1   |
| Gambia              | 1 - 3           | Angola             | 0 - 1  | 1 - 2   |
| Liberia             | 3 - 2           | Sierra Leone       | 3 - 1  | 0 - 1   |
| Mauritius           | 0 - 3           | Mozambico          | 0 - 1  | 0 - 2   |
| São Tomé e Príncipe | 1 - 3           | Guinea-Bissau      | 0 - 1  | 1 - 2   |
| Sudan del Sud       | 1 - 2           | Guinea Equatoriale | 1 - 1  | 0 - 1   |
| Comore              | 1 - 3           | Togo               | 1 - 1  | 0 - 2   |
| Ciad                | 1 - 3           | Sudan              | 1 - 3  | 0 - 0   |
| Seychelles          | 0 - 10          | Ruanda             | 0 - 3  | 0 - 7   |

## Seconda fase
Il sorteggio della seconda fase si è tenuto il 21 gennaio 2020 al Cairo. Il 6 maggio 2021, perdurante la pandemia di COVID-19, la FIFA ha ufficialmente comunicato che posticiperà la fase "nelle finestre esistenti in settembre, ottobre e novembre 2021"

### Girone A
| Squadra      | P.ti | G | V | P | S | RF | RS | DR  |
| ------------ | ---- | - | - | - | - | -- | -- | --- |
| Algeria      | 14   | 6 | 4 | 2 | 0 | 25 | 4  | +21 |
| Burkina Faso | 12   | 6 | 3 | 3 | 0 | 12 | 4  | +8  |
| Niger        | 7    | 6 | 2 | 1 | 3 | 13 | 17 | -4  |
| Gibuti       | 0    | 6 | 0 | 0 | 6 | 4  | 29 | -25 |

| Squadra      | Algeria (bandiera) | Burkina Faso (bandiera) | Niger (bandiera) | Gibuti (bandiera) |
| ------------ | ------------------ | ----------------------- | ---------------- | ----------------- |
| Algeria      | —                  | 2 - 2                   | 6 - 1            | 8 - 0             |
| Burkina Faso | 1 - 1              | —                       | 1 - 1            | 2 - 0             |
| Niger        | 0 - 4              | 0 - 2                   | —                | 7 - 2             |
| Gibuti       | 0 - 4              | 0 - 4                   | 2 - 4            | —                 |

### Girone B
| Squadra            | P.ti | G | V | P | S | RF | RS | DR |
| ------------------ | ---- | - | - | - | - | -- | -- | -- |
| Tunisia            | 13   | 6 | 4 | 1 | 1 | 11 | 2  | +9 |
| Guinea Equatoriale | 11   | 6 | 3 | 2 | 1 | 6  | 5  | +1 |
| Zambia             | 7    | 6 | 2 | 1 | 3 | 8  | 9  | -1 |
| Mauritania         | 2    | 6 | 0 | 2 | 4 | 2  | 11 | -9 |

| Squadra            | Tunisia (bandiera) | Zambia (bandiera) | Mauritania (bandiera) | Guinea Equatoriale (bandiera) |
| ------------------ | ------------------ | ----------------- | --------------------- | ----------------------------- |
| Tunisia            | —                  | 3 - 1             | 3 - 0                 | 3 - 0                         |
| Zambia             | 0 - 2              | —                 | 4 - 0                 | 1 - 1                         |
| Mauritania         | 0 - 0              | 1 - 2             | —                     | 1 - 1                         |
| Guinea Equatoriale | 1 - 0              | 2 - 0             | 1 - 0                 | —                             |

### Girone C
| Squadra            | P.ti | G | V | P | S | RF | RS | DR |
| ------------------ | ---- | - | - | - | - | -- | -- | -- |
| Nigeria            | 13   | 6 | 4 | 1 | 1 | 9  | 3  | +6 |
| Capo Verde         | 11   | 6 | 3 | 2 | 1 | 8  | 6  | +2 |
| Liberia            | 6    | 6 | 2 | 0 | 4 | 5  | 8  | -3 |
| Rep. Centrafricana | 4    | 6 | 1 | 1 | 4 | 4  | 9  | -5 |

| Squadra            | Nigeria (bandiera) | Capo Verde (bandiera) | Rep. Centrafricana (bandiera) | Liberia (bandiera) |
| ------------------ | ------------------ | --------------------- | ----------------------------- | ------------------ |
| Nigeria            | —                  | 1 - 1                 | 0 - 1                         | 2 - 0              |
| Capo Verde         | 1 - 2              | —                     | 2 - 1                         | 1 - 0              |
| Rep. Centrafricana | 0 - 2              | 1 - 1                 | —                             | 0 - 1              |
| Liberia            | 0 - 2              | 1 - 2                 | 3 - 1                         | —                  |

### Girone D
| Squadra        | P.ti | G | V | P | S | RF | RS | DR  |
| -------------- | ---- | - | - | - | - | -- | -- | --- |
| Camerun        | 15   | 6 | 5 | 0 | 1 | 12 | 3  | +9  |
| Costa d'Avorio | 13   | 6 | 4 | 1 | 1 | 10 | 3  | +7  |
| Mozambico      | 4    | 6 | 1 | 1 | 4 | 2  | 8  | -6  |
| Malawi         | 3    | 6 | 1 | 0 | 5 | 2  | 12 | -10 |

| Squadra        | Camerun (bandiera) | Costa d'Avorio (bandiera) | Mozambico (bandiera) | Malawi (bandiera) |
| -------------- | ------------------ | ------------------------- | -------------------- | ----------------- |
| Camerun        | —                  | 1 - 0                     | 3 - 1                | 2 - 0             |
| Costa d'Avorio | 2 - 1              | —                         | 3 - 0                | 2 - 1             |
| Mozambico      | 0 - 1              | 0 - 0                     | —                    | 1 - 0             |
| Malawi         | 0 - 4              | 0 - 3                     | 1 - 0                | —                 |

### Girone E
| Squadra | P.ti | G | V | P | S | RF | RS | DR  |
| ------- | ---- | - | - | - | - | -- | -- | --- |
| Mali    | 16   | 6 | 5 | 1 | 0 | 11 | 0  | +11 |
| Uganda  | 9    | 6 | 2 | 3 | 1 | 3  | 2  | +1  |
| Kenya   | 6    | 6 | 1 | 3 | 2 | 4  | 9  | -5  |
| Ruanda  | 1    | 6 | 0 | 1 | 5 | 2  | 9  | -7  |

| Squadra | Mali (bandiera) | Uganda (bandiera) | Kenya (bandiera) | Ruanda (bandiera) |
| ------- | --------------- | ----------------- | ---------------- | ----------------- |
| Mali    | —               | 1 - 0             | 5 - 0            | 1 - 0             |
| Uganda  | 0 - 0           | —                 | 1 - 1            | 1 - 0             |
| Kenya   | 0 - 1           | 0 - 0             | —                | 2 - 1             |
| Ruanda  | 0 - 3           | 0 - 1             | 1 - 1            | —                 |

### Girone F
| Squadra | P.ti | G | V | P | S | RF | RS | DR |
| ------- | ---- | - | - | - | - | -- | -- | -- |
| Egitto  | 14   | 6 | 4 | 2 | 0 | 10 | 4  | +6 |
| Gabon   | 7    | 6 | 2 | 1 | 3 | 7  | 8  | -1 |
| Libia   | 7    | 6 | 2 | 1 | 3 | 4  | 7  | -3 |
| Angola  | 5    | 6 | 1 | 2 | 3 | 6  | 8  | -2 |

| Squadra | Egitto (bandiera) | Gabon (bandiera) | Libia (bandiera) | Angola (bandiera) |
| ------- | ----------------- | ---------------- | ---------------- | ----------------- |
| Egitto  | —                 | 2 - 1            | 1 - 0            | 1 - 0             |
| Gabon   | 1 - 1             | —                | 1 - 0            | 2 - 0             |
| Libia   | 0 - 3             | 2 - 1            | —                | 1 - 1             |
| Angola  | 2 - 2             | 3 - 1            | 0 - 1            | —                 |

### Girone G
| Squadra   | P.ti | G | V | P | S | RF | RS | DR |
| --------- | ---- | - | - | - | - | -- | -- | -- |
| Ghana     | 13   | 6 | 4 | 1 | 1 | 7  | 3  | +4 |
| Sudafrica | 13   | 6 | 4 | 1 | 1 | 6  | 2  | +4 |
| Etiopia   | 5    | 6 | 1 | 2 | 3 | 4  | 7  | -3 |
| Zimbabwe  | 2    | 6 | 0 | 2 | 4 | 2  | 7  | -5 |

| Squadra   | Ghana (bandiera) | Sudafrica (bandiera) | Zimbabwe (bandiera) | Etiopia (bandiera) |
| --------- | ---------------- | -------------------- | ------------------- | ------------------ |
| Ghana     | —                | 1 - 0                | 3 - 1               | 1 - 0              |
| Sudafrica | 1 - 0            | —                    | 1 - 0               | 1 - 0              |
| Zimbabwe  | 0 - 1            | 0 - 0                | —                   | 1 - 1              |
| Etiopia   | 1 - 1            | 1 - 3                | 1 - 0               | —                  |

### Girone H
| Squadra        | P.ti | G | V | P | S | RF | RS | DR  |
| -------------- | ---- | - | - | - | - | -- | -- | --- |
| Senegal        | 16   | 6 | 5 | 1 | 0 | 15 | 4  | +11 |
| Togo           | 8    | 6 | 2 | 2 | 2 | 5  | 6  | -1  |
| Namibia        | 5    | 6 | 1 | 2 | 3 | 5  | 10 | -5  |
| Rep. del Congo | 3    | 6 | 0 | 3 | 3 | 5  | 10 | -5  |

| Squadra        | Senegal (bandiera) | Rep. del Congo (bandiera) | Namibia (bandiera) | Togo (bandiera) |
| -------------- | ------------------ | ------------------------- | ------------------ | --------------- |
| Senegal        | —                  | 2 - 0                     | 4 - 1              | 2 - 0           |
| Rep. del Congo | 1 - 3              | —                         | 1 - 1              | 1 - 2           |
| Namibia        | 1 - 3              | 1 - 1                     | —                  | 0 - 1           |
| Togo           | 1 - 1              | 1 - 1                     | 0 - 1              | —               |

### Girone I
| Squadra       | P.ti | G | V | P | S | RF | RS | DR  |
| ------------- | ---- | - | - | - | - | -- | -- | --- |
| Marocco       | 18   | 6 | 6 | 0 | 0 | 20 | 1  | +19 |
| Guinea-Bissau | 6    | 6 | 1 | 3 | 2 | 5  | 11 | -6  |
| Guinea        | 4    | 6 | 0 | 4 | 2 | 5  | 11 | -6  |
| Sudan         | 3    | 6 | 0 | 3 | 3 | 5  | 12 | -7  |

| Squadra       | Marocco (bandiera) | Guinea (bandiera) | Guinea-Bissau (bandiera) | Sudan (bandiera) |
| ------------- | ------------------ | ----------------- | ------------------------ | ---------------- |
| Marocco       | —                  | 3 - 0             | 5 - 0                    | 2 - 0            |
| Guinea        | 1 - 4              | —                 | 0 - 0                    | 2 - 2            |
| Guinea-Bissau | 0 - 3              | 1 - 1             | —                        | 0 - 0            |
| Sudan         | 0 - 3              | 1 - 1             | 2 - 4                    | —                |

### Girone J
| Squadra      | P.ti | G | V | P | S | RF | RS | DR |
| ------------ | ---- | - | - | - | - | -- | -- | -- |
| RD del Congo | 11   | 6 | 3 | 2 | 1 | 9  | 3  | +6 |
| Benin        | 10   | 6 | 3 | 1 | 2 | 5  | 4  | +1 |
| Tanzania     | 8    | 6 | 2 | 2 | 2 | 6  | 8  | -2 |
| Madagascar   | 4    | 6 | 1 | 1 | 4 | 4  | 9  | -5 |

| Squadra      | RD del Congo (bandiera) | Benin (bandiera) | Madagascar (bandiera) | Tanzania (bandiera) |
| ------------ | ----------------------- | ---------------- | --------------------- | ------------------- |
| RD del Congo | —                       | 2 - 0            | 2 - 0                 | 1 - 1               |
| Benin        | 1 - 1                   | —                | 2 - 0                 | 0 - 1               |
| Madagascar   | 1 - 0                   | 0 - 1            | —                     | 1 - 1               |
| Tanzania     | 0 - 3                   | 0 - 1            | 3 - 2                 | —                   |

## Terza fase
Gli accoppiamenti della terza fase sono stati sorteggiati al Cairo il 22 gennaio 2022. Le partite di andata si sono giocate il 25 marzo 2022, quelle di ritorno il 29 marzo.
| Squadra 1    | Totale          | Squadra 2 | Andata | Ritorno     |
| ------------ | --------------- | --------- | ------ | ----------- |
| Egitto       | 1 - 1 (1-3 dtr) | Senegal   | 1 - 0  | 0 - 1 (dts) |
| Camerun      | 2 - 2 (gfc)     | Algeria   | 0 - 1  | 2 - 1 (dts) |
| Ghana        | 1 - 1 (gfc)     | Nigeria   | 0 - 0  | 1 - 1       |
| RD del Congo | 2 - 5           | Marocco   | 1 - 1  | 1 - 4       |
| Mali         | 0 - 1           | Tunisia   | 0 - 1  | 0 - 0       |